# Eidgenössisches Sängerfest 1860
Das 9. Eidgenössische Sängerfest fand vom 7. bis 9. Juli 1860 in Olten statt. Insgesamt nahmen 1400 Sänger in 48 Vereinen teil. Im Vorfeld des Fests wurde das Wettbewerbsreglement verschärft, was zu einer Vielzahl von Austritten weniger leistungsfähiger Chöre führte. Organisiert wurde das Fest vom Gesangverein Olten (heute Oratorienchor Olten).
Als Festpräsident fungierte der Grossrat Johann Georg Kully. Präsident des Preisgerichts war der deutsche Komponist Immanuel Faißt, Festdirektor der Gesamtaufführung war der Oltner Dirigent Viktor Munzinger.

## Rangliste
- 1. Preis: Harmonie Zürich
- 2. Preis: Basler Liedertafel
- 3. Preis: Berner Liedertafel

Zentralbibliothek Solothurn – Das Eidgenössische Sängerfest in Olten: Der Festplatz mit der Festhütte und der Fahnenburg. Nach einer Zeichnung von H. Jenny.
Zentralbibliothek Solothurn – Das Eidgenössische Sängerfest in Olten. Nach einer Originalzeichnung von H. Jenny.
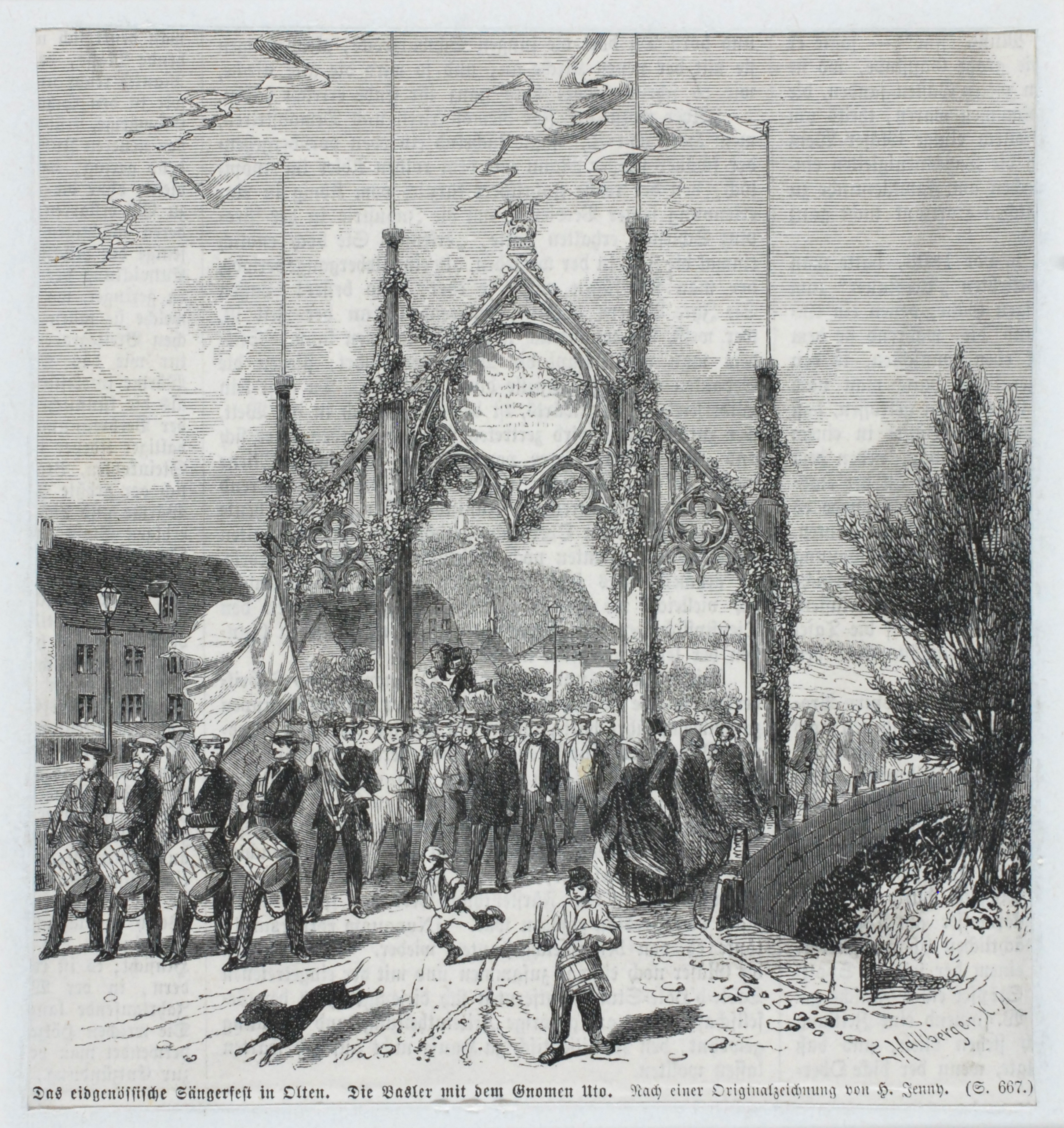
Zentralbibliothek Solothurn – Das eidgenössische Sängerfest in Olten: Die Basler mit dem Gnomen Uto. Nach einer Originalzeichnung von H. Jenny.
Zentralbibliothek Solothurn – Das Eidgenössische Sängerfest in Solothurn 11. bis 13. Juli 1868. Nach einer Zeichnung von A. d’Aujourdhui.